# Хвостюшок терновий
Хвостюшок терновий (Satyrium spini) — вид денних метеликів родини Синявцеві (Lycaenidae).

## Поширення
Вид поширений у Центральній, Південній і Східній Європі, Західній Азії, Ірані, на Кавказі, у Західному Казахстані, Південному Уралі. В Україні трапляється по всій території, за винятком високогір'я Карпат.

## Опис
Довжина переднього крила самців — 14-16 мм, самиць — 15-17 мм. Передні крила самців з сірою андроконіальною плямою в центральній клітинці. Задні крила з хвостиками. Передні крила самиць з нечіткою оранжевою плямою у своїй центральній частині. Нижня сторона крил жовтувато-бежева з чіткою білою поперечною смужкою. Анальний кут задніх крил з блакитною плямою невизначених обрисів.

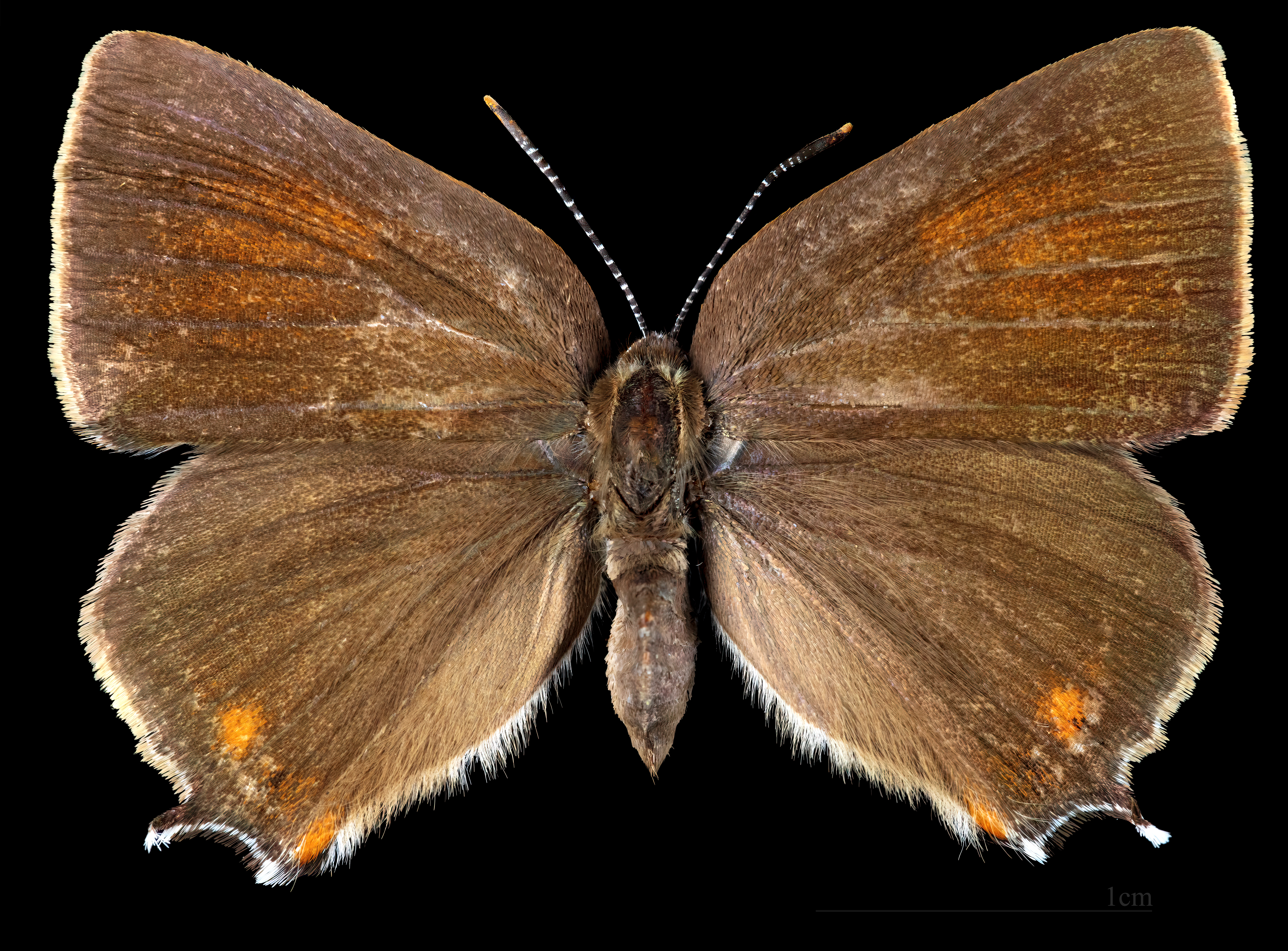
Satyrium spini ♂
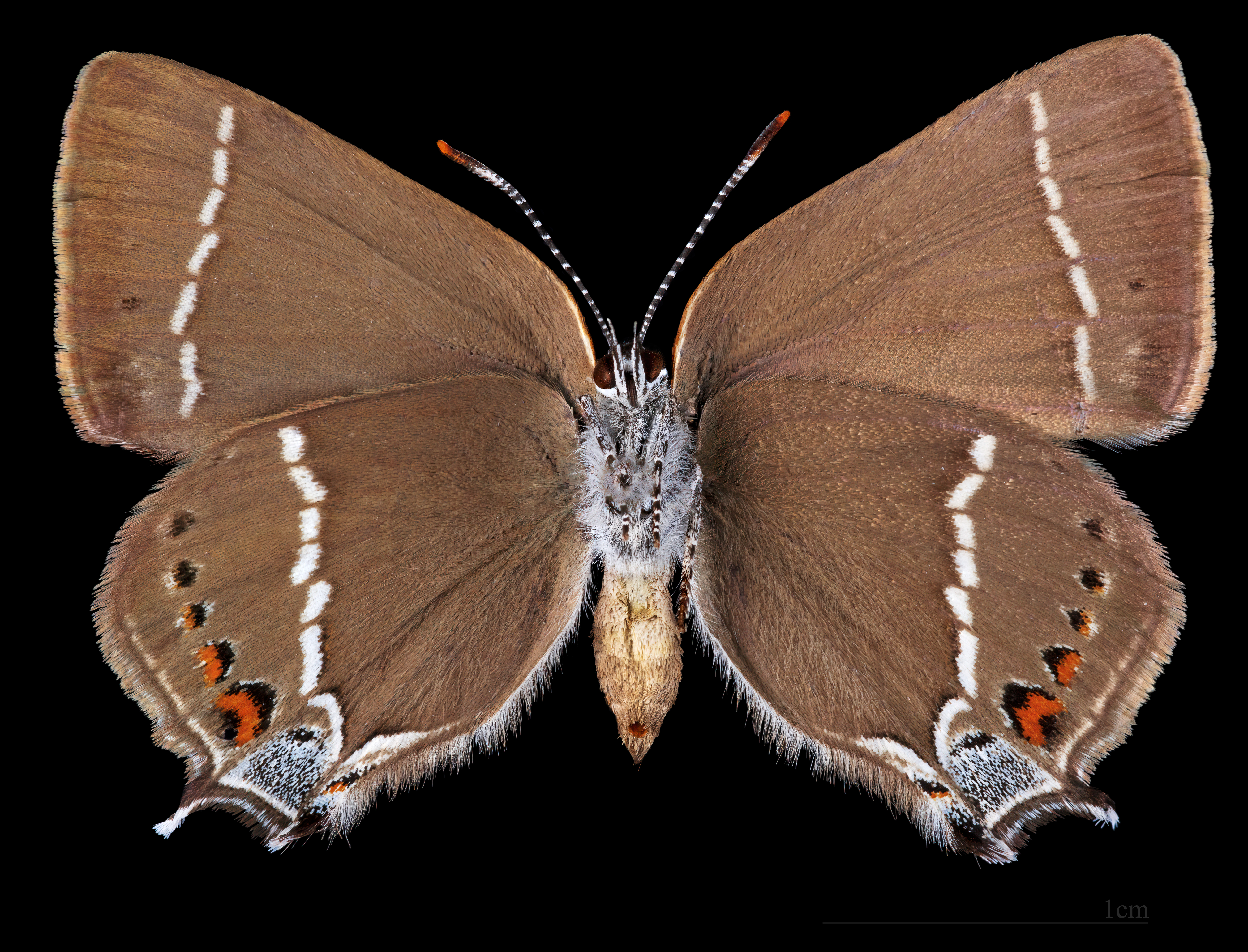
Satyrium spini ♂  △

## Спосіб життя
Населяє чагарникові зарості, рідколісся, галявини широколистяних та змішаних лісів. Метелики літають у середині червня — липні. За рік розвивається одне покоління. Самиці відкладають світло-сірі дископодібні яйця по одному або невеликими, до 10 штук, кладками на молоді гілки. Зимують яйця з розвиненою гусеницею. Кормова рослина гусениць — жостер (Rhámnus), крушина ламка, горобина, терен, яблуня. Під час розвитку гусеницями опікуються мурахи. Оляльковується на землі в підстилці, зазвичай біля стовбурів дерев.